# Chlorophytum namaquense
Chlorophytum namaquense är en sparrisväxtart som beskrevs av Rudolf Schlechter och Karl von Poellnitz. Chlorophytum namaquense ingår i släktet ampelliljor, och familjen sparrisväxter. Inga underarter finns listade i Catalogue of Life.